# Тюркмен (горы)
Тюркмен (тур. Türkmen Dağı) — горы в Турции, в иле Эскишехир, юго-западнее города Эскишехир, восточнее Кютахья, западнее Сейитгази, высочайшая вершина — 1829 метров над уровнем моря.
Спасаясь от монгольского завоевания, несколько сотен тысяч туркмен («тридцать тысяч шатров») перебрались на запад Малой Азии и около 1261 года заняли границу Конийского султаната и Византии в районе гор Тюркмен и долину реки Порсук.